# Фулян
Фуля́н (кит. упр. 浮梁, пиньинь Fúliáng) — уезд городского округа Цзиндэчжэнь провинции Цзянси (КНР).

## История
Во времена империи Хань эти земли были частью уезда Поян.
Во времена империи Тан в 621 году из уезда Поян был выделен уезд Синьпин (新平县), но уже в 625 году он был расформирован. В 716 году был создан уезд Синьчан (新昌县), который в 742 году был переименован в Фулян (浮梁县).
Во времена империи Сун фарфор из посёлка Цзиндэ стал славиться на всю империю, и в последующие эпохи Цзиндэчжэнь развился в один из важнейших торговых городков страны.
После образования КНР был создан Специальный район Лэпин (乐平专区), и уезд вошёл в его состав; посёлок Цзиндэчжэнь был выделен из уезда Фулян в отдельный городской уезд. В 1950 году Специальный район Лэпин был переименован в Специальный район Фулян (浮梁专区).
8 октября 1952 года Специальный район Шанжао (上饶专区) и Специальный район Фулян были объединены в Специальный район Интань (鹰潭专区). 6 декабря 1952 года власти специального района переехали из Интаня в Шанжао, и Специальный район Интань был переименован в Специальный район Шанжао.
С 1953 года городской уезд Цзиндэчжэнь был выделен из состава специального района и подчинён напрямую властям провинции Цзянси.
10 ноября 1958 года уезд Фулян был передан под юрисдикцию Цзиндэчжэня. В 1960 году уезд Фулян был расформирован, а входившие в его состав структуры и земли перешли под прямое управление властей Цзиндэчжэня.
В 1980 году на землях бывшего уезда Фулян были созданы районы Эху (鹅湖区) и Цзяотань (蛟潭两).
В октябре 1988 года районы Эху и Цзяотань были вновь объединены в уезд Фулян.

## Административное деление
Уезд делится на 9 посёлков и 8 волостей.